# John Mulcahy
John Joseph Francis Mulcahy (født 20. juli 1876 i New York, død 19. november 1942 smst.) var en amerikansk roer og olympisk guldvinder.

## Rokarriere
Mulcahy roede for Atalanta Boat Club, hvor han også var præsident, i fødebyen New York og blev amerikansk mester i dobbeltsculler i 1891, som blot 15-årig.
Ved OL 1904 i St. Louis stillede han op i dobbeltsculleren sammen med Bill Varley. I konkurrencen deltog kun amerikanske roere, og den talte også som national mesterskabskonkurrence. Mulcahy og Varley blev sikre vindere, idet de var to bådlængder foran John Hoben og Jamie McLoughlin på andenpladsen, mens Joseph Ravannack og John Wells blev nummer tre. Mulcahy og Varley stillede ved de samme lege også op i toer uden styrmand (også her deltog kun amerikanere), og de blev her nummer to, kun besejret af Robert Farnan og Joseph Ryan, mens John Joachim og Joseph Buerger blev nummer tre.
Han blev i 1956 optaget i USA's Hall of Fame for roning.

## Videre karriere
Mulcahy tog eksamen fra Fordham University i 1894. 1905-1910 arbejdede han som amerikansk fodboldtræner for Seton Hall University, hvorpå han vendte tilbage til Fordham, hvor han blev skolens første rotræner, og han blev i 1991 optaget i skolens Hall of Fame for idræt.
Senere blev han direktør for Midvale Steel Company i Coatesville, Pennsylvania.

## OL-medaljer
- 1904:  Guld i dobbeltsculler
- 1904:  Sølv i toer uden styrmand